# Amargosa River
Amargosa River – rzeka epizodyczna w Stanach Zjednoczonych przepływająca przez południową Nevadę i wschodnią Kalifornię, o długości 298 km. Hydrologiczny początek Amargosa River znajduje się w Hrabstwie Nye (Thirsty Canyon) w południowej Nevadzie, biegnie przez Pustynię Amargosa na północny zachód od Las Vegas, wpadając do jeziora Badwater w Dolinie Śmierci. Przez większą część roku Amargosa River jest suchym korytem. Wyjątkiem są okresy powodzi błyskawicznych po oberwaniu chmury.